# Eva Vogel-Rödin
Eva Maria Vogel-Rödin, född 5 maj 1957 i Trollhättan, är en svensk målare och grafiker. Hon lever tillsammans med konstnären Morgan Johansson.  
Hon har medverkat i utställningar på bland annat Värmlands museum, Östergötlands länsmuseum, Vadstena Konstgalleri, Linköpings slotts- & domkyrkomuseum, Kristinehamns konstmuseum, Åmåls konsthall, Läckö slott, Fylkesgalleriet på Kulturhuset i Namsos Norge, Prince of Wales Museum i Mumbai Indien, The Fine Arts Museum i Chandigarh Indien, Pieterskerke i Leiden Holland, 8:th International Baltic Minitextile Triennial i Gdynia på Gdynia museum i Polen, 13th International Minitextile exhibition i Bratislava, Slovakien, Ellen Key-institutet i Ödeshög, Boxholm, Katrineholm, Trollhättan, Årjäng, Säffle, Nyköping, Mjölby, Hästholmen, Köping, Finspång och Västervik.
Hon har tilldelats Thor Fagerkvists stipendium 2015, Karlstad kommun kulturstipendium 1996 och Norsk-svenska samarbetsfonden 1997. 
Hon arbetar med datastyrt broderi och i en blandteknik med tusch och broderi på papper och grovt lintyg,
Eva Vogel-Rödin är representerad i Karlstad kommun, Linköpings kommun, Mjölby kommun, Årjängs kommun, Folkets Hus och Parker, Landstinget i Värmland, Landsarkivet Värmland och Nord Tröndelag Fylke i Norge.
Vid sidan av det egna skapandet har hon medverkat som fotograf och skribent i tidskriften Allt om Trädgård 2003-2010 samt jobbat för kulturavdelningen på Landstinget i Värmland, Statens kulturråd och Nordiska ministerrådet.